# Lampione eolico

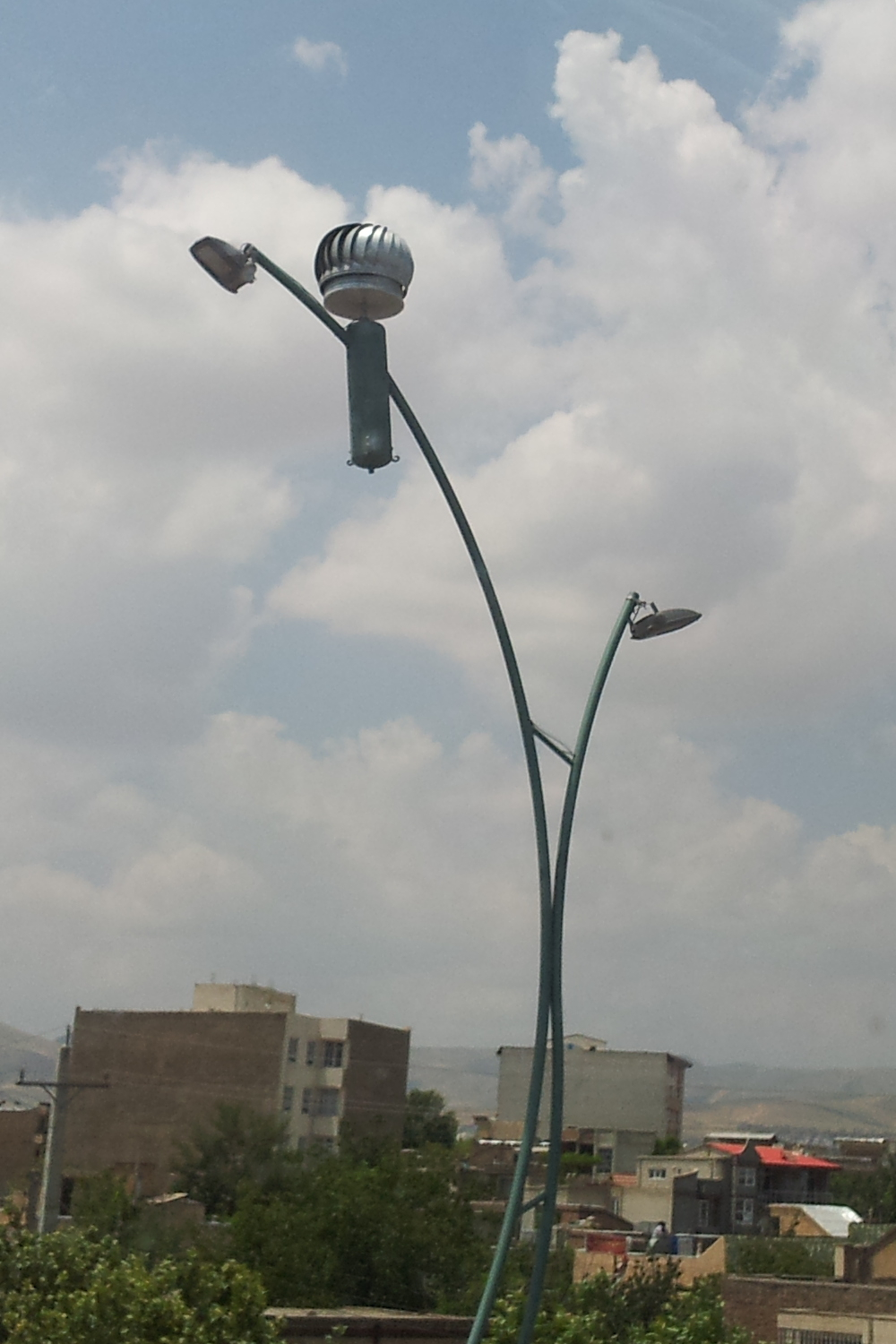
Lampione eolico per l'illuminazione pubblica a Urmia, in Iran

Il lampione eolico è una fonte di illuminazione alimentata da un aerogeneratore eolico che generalmente, come il lampione fotovoltaico, alimenta una lampada a led. Il lampione funziona così: le pale dell'aerogeneratore vengono fatte girare col vento e queste girando, danno la carica a una batteria ricaricabile inserita al suo interno, che consente di fornire l'energia necessaria per l'illuminazione.

## Versione eolico-fotovoltaica
Alcuni modelli funzionano sfruttando anche l'energia solare poiché montano anche dei pannelli fotovoltaici.

## Galleria d'immagini

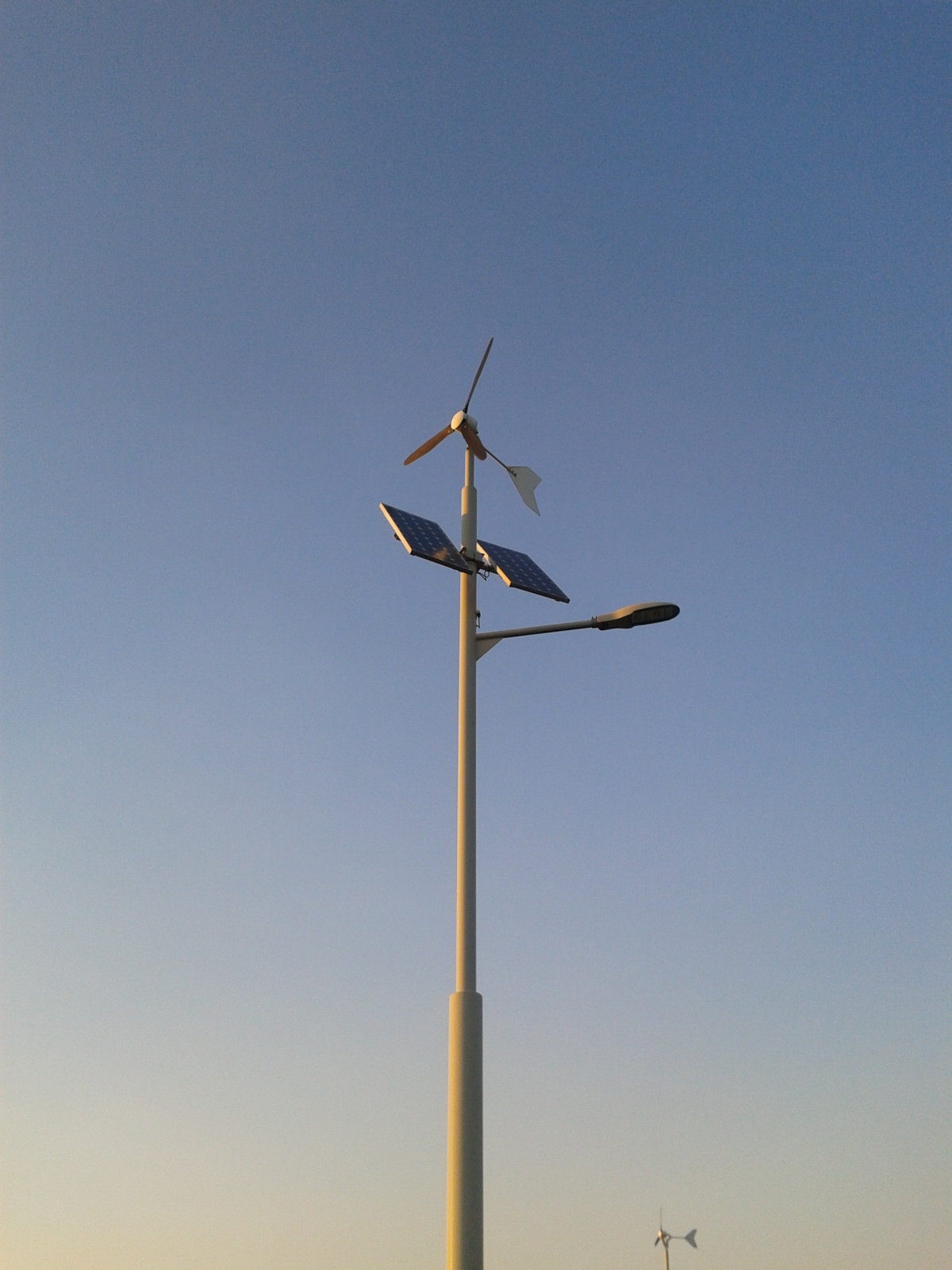
Un lampione eolico con Pannelli fotovoltaici
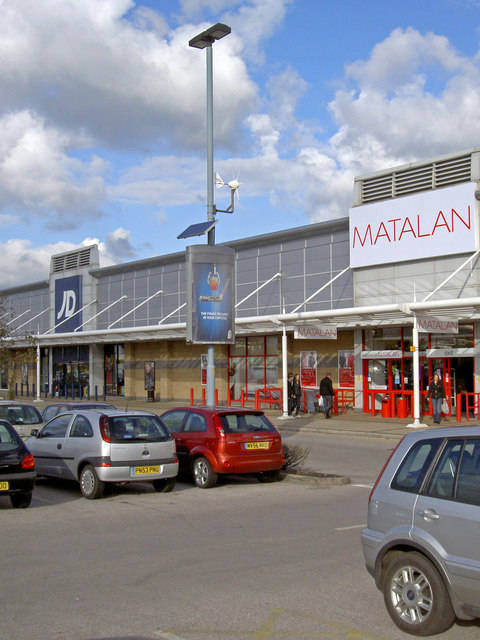
Un lampione eolico-fotovoltaico per l'illuminazione di un parcheggio
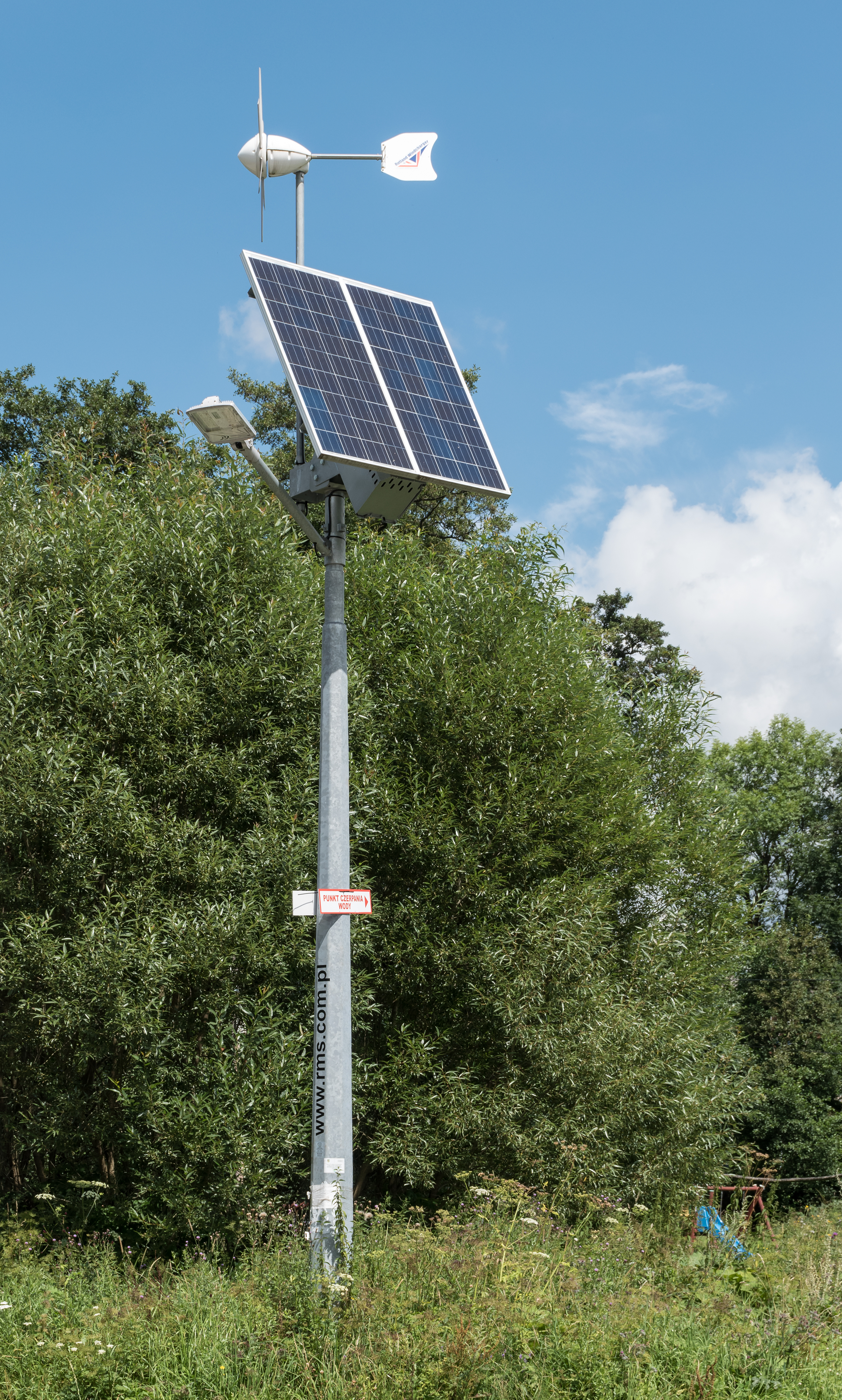
Lampione eolico-fotovoltaico a LED
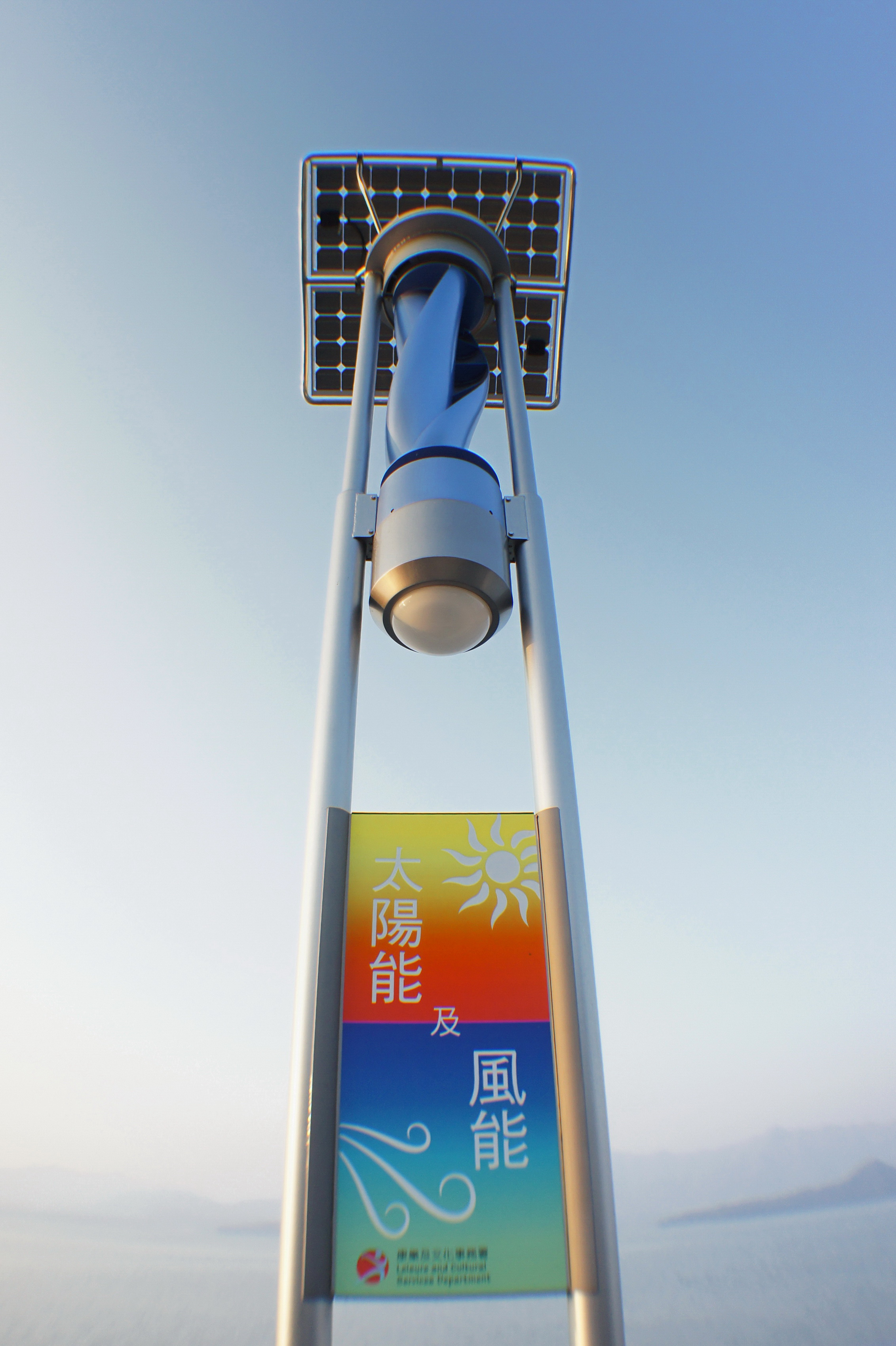
Una lampada eolico - fotovoltaica ad Hong Kong